# 이천 선읍리 석불입상
이천 선읍리 석불입상(利川 善邑里 石佛立像)은 대한민국 경기도 이천시 장호원읍 선읍리에 있는 불상이다. 1986년 4월 14일 이천시의 향토유적 제10호로 지정되었다.

## 내력
통일신라 말(統一新羅 末) ~ 고려초기(高麗初期)에 조성된 작품으로 추정된다.
설성산 기슭의 신흥사로 오르는 진입로 옆에 있는 불상으로 원래는 불상 전체를 1석으로 조성한 것이 아니라 대좌(臺座)와 동체(胴體), 두상(頭像), 보개(寶蓋) 등 4부분으로 나누어 각각 1석으로 조성해 연결시켜 안치했던 것으로 추정된다. 이들 각 부분이 선읍리 마을 앞 시냇가와 그 옆 논바닥에 흩어져 묻혀 있었는데 1978년 여름에 장마로 흙이 씻겨 내려가면서 밖으로 드러나게 되자 마을 앞 광장에 두었다가 신흥사 주지 월선 스님이 현재의 위치로 옮겨 봉안하였다.
그런데, 불두 부분이 발견되지 않아 1983년 새로운 돌로 만들어 복원해 놓았다.

## 생김새
대좌는 자연석 윗부분을 다듬어 5관(관)의 연잎을 두른 복련으로 새겨 넣었으며,  그 위로 회호(回護)를 이룬 1단의 족좌(足座)가 있고, 그 위를 딛고 선 두 발과 양 옆으로 떨어진 법의(法衣)의 자락을 표현했다. 대좌 윗면 한가운데 홈을 파고 촉을 넣어 불신과 연결시켰다. 대좌의 크기는 높이 20cm, 폭 97cm 정도이다.
보개는 긴 쪽이 103cm, 짧은 쪽이 86cm인 타원형 판석을 불두 위에 얹은 형태이다.
둥근 보개를 얹은 채로 조성된 두상과 동체 부분은 신광(身光)을 갖춘 불신(佛身)을 둥글게 다듬은 바위 편에 돋을 새김으로 표현했다. 수인(手印)은 왼팔을 들어 손바닥을 내향(內向)해 가슴에 대고 오른손 역시 손바닥을 내향하여 복부(腹部)를 감쌌다. 법의는 오른쪽 어깨를 드러낸 우견편단으로 양팔에 걸쳐 의문(衣文)을 흘렸으며, 소매는 넓고 길게 족좌(足座) 부분에까지 흘려 내려져 있다. 가슴의 의문은 원호를 그리다가 밑으로 내려오면서 타원을 이루었는데, 그 선이 뚜렷하고 유려하다.
법의(法衣)의 형태나 몸에 아무런 장신구의 표현이 없는 것으로 미루어 여래(如來)의 상(像)임을 알 수 있다. 전체높이 257cm, 신광의 폭은 113sm, 두께는 15~16cm이며 불상의 높이는 234cm, 어깨폭은 59cm이다.

## 참고 자료
- 선읍리 석불입상 - 이천시 문화관광